# Земюррэй, Сэмюэл
Сэмюэл Земюррэй (англ. Samuel Zemurray — Сэ́мьюэл Зема́ррэй; при рождении Шмил Давидович Довжик, с 1881 года — Змойра; 3 (15) января 1878, Шаргород, Могилёвский уезд, Подольская губерния — 30 ноября 1961, Новый Орлеан, США) — американский бизнесмен и филантроп, который на протяжении многих лет возглавлял крупнейшие компании по торговле бананами в странах Центральной Америки и США. Президент United Fruit Company.

## Биография

### Ранние годы
По распространённой версии, родился 18 января 1877 года в Кишинёве в бедной еврейской семье, родителей звали Давид и Сара (в девичестве Блаузман). Согласно записи о рождении в канцелярии шаргородского городового раввина, он родился под фамилией Довжик 3 января (по старому стилю) 1878 года в Шаргороде Могилёвского уезда Подольской губернии в семье отставного рядового Давида Янкелевича Довжика (1850—?) и его жены Сары Мендель-Гершковны Блаузман (Блузман, 1858—?), заключивших брак 22 февраля 1877 года там же. Уже через год, 11 сентября 1879 года, родители развелись. 1 июля 1881 года его мать Сара Мендель-Гершковна Блузман (1858—?), лучинецкая мещанка, вновь вышла замуж в Шаргороде за зиньковского мещанина Летичевского уезда Арона-Лейба Дувидовича Змойру (1846—?), который ещё с начала 1870-х годов жил в Кишинёве (где и поселились новобрачные). Его дед Мендл-Герш Иосифович Блузман (1839—?) был клезмерским музыкантом в Шаргороде (бабушка — Бася Мошковна Блузман, 1837—?), дед со стороны отчима — зиньковский мещанин Дувид Лейзерович Змойра (1810—?).
В 1892 году семья покинула Кишинёв, перебралaсь через Атлантический океан и после кратковременного пребывания на Манхэттэне осела в городке Сельма на берегу реки Алабама в одноимённом штате. Вместо учёбы Сэмюэл (или Сэм) начал работать на различных подручных работах для поддержки семьи и через некоторое время занялся самостоятельной продажей фруктов с передвижного лотка. В 1899 году он переехал в городок Мобил в той же Алабаме, где продолжил заниматься продажей фруктов, главным образом бананов, уже в сети собственных фруктовых лавок.
Вскоре он занялся оптовой закупкой, доставкой и продажей бананов, сделал значительное состояние и переселился в Новый Орлеан. В 1900 году, вместе с партнёром Эшбелл Хаббардом из United Fruit Company, Земюррэй приобрёл два речных парохода и занялся перевозкой товара из банановых плантаций Гондураса с последующей продажей в Мобиле и Новом Орлеане. В 1910 году партнёры купили 5 тысяч акров банановых плантаций в Гондурасе и образовали Cuyamel Fruit Company, которую возглавил Земюррэй, получивший прозвище «Сэм — торговец бананами» (англ. Sam the Banana Man).
Компания завладела землёй в порту Омоа, где Земюррэй построил железную дорогу, магазины и таможенный санитарный городок. Это заложило почву для конфликта с Morgan Bank, который по договору между правительством США и несколькими латиноамериканскими странами о выплате долгов последних европейским странам имел право на налогообложение ввоза и вывоза торговой продукции. Государственный секретарь США Филандер Чейз Нокс принял сторону Morgan Bank. Тогда Земюррэй помог субсидировать государственный переворот в Гондурасе, в результате которого к власти вновь пришёл бывший президент страны Мануэль Бонилья (1849—1913), a конгресс страны отменил концессии европейским странам и Morgan Bank сроком на 25 лет.
Сэм Земюррэй беспрепятственно продолжил развитие банановой империи: построил специальную ирригационную систему, в 1922 году приобрёл новую компанию для грузовых перевозок морем (Bluefields Fruit and Steamship Company) и всё более расширял торговлю. В 1929 году Cuyamel Fruit Company Земюррэя владела тринадцатью грузовыми пароходами, осуществлявшими перевозки между портами Гондураса, Никарагуа, Вест-Индии и Нового Орлеана; ему принадлежали плантации сахарного тростника и завод по его перегонке. Cuyamel Fruit Company и United Fruit были вовлечены в войну цен, в результате которой Земюррэю удалось продать свою компанию более крупной United Fruit Company в 1930 году за 300 тысяч акций последней, превратив его в крупнейшего держателя акций этой компании. Он также вошёл в совет директоров United Fruit Company. В это время его состояние оценивалось в 30 миллионов долларов и он отстранился от дел в Новом Орлеане, целиком отдавшись филантропической деятельности.

### В United Fruit Company
В 1932 году после обвала рынков в разгар Великой депрессии дела компании значительно ухудшились и ушедший было на пенсию Сэм Земюррэй был избран её исполнительным директором, а в 1938 году президентом компании. В этой позиции ему удалось добиться соглашения с правительством Коста-Рики на развитие 3 тысяч акров банановых плантаций в этой стране, строительство железных дорог, верфей и хранилищ. Этот проект был закончен к 1942 году, и Земюррэй распространил операции компании на перевозку и торговлю какао. Компания управляла самой крупной в мире частной флотилией грузовых пароходов, которая вскоре была вовлечена также в пассажирские и почтовые перевозки в Центральную и Южную Америку, Европу и Африку. В 1940 году компания владела 61 судном и фрахтовала 11, британской дочерней компании принадлежало ещё 23 корабля. В то же время единственный сын Земюррэя — Сэмюэл Е. Земюррэй-младший — погиб в ходе боевых действий во время Второй мировой войны.
В 1946 году в компании работало 83 тысячи человек, ей принадлежало 116 тысяч 214 акров банановых плантаций, 95 тысяч 755 акров плантаций сахарного тростника и 48 тысяч 260 акров плантаций для производства какао. Торговый оборот компании намного превышал доходы центральноамериканских стран, в которых она занималась банановой торговлей, в силу чего она обладала колоссальным политическим влиянием в этих государствах, в ту пору известных как «банановые республики». В результате этого влияния United Fruit Company сыграла немаловажную роль в политической жизни этих стран, в том числе в подготовке Соединёнными Штатами государственного переворота в Гватемале в 1954 году.

### Филантропическая деятельность

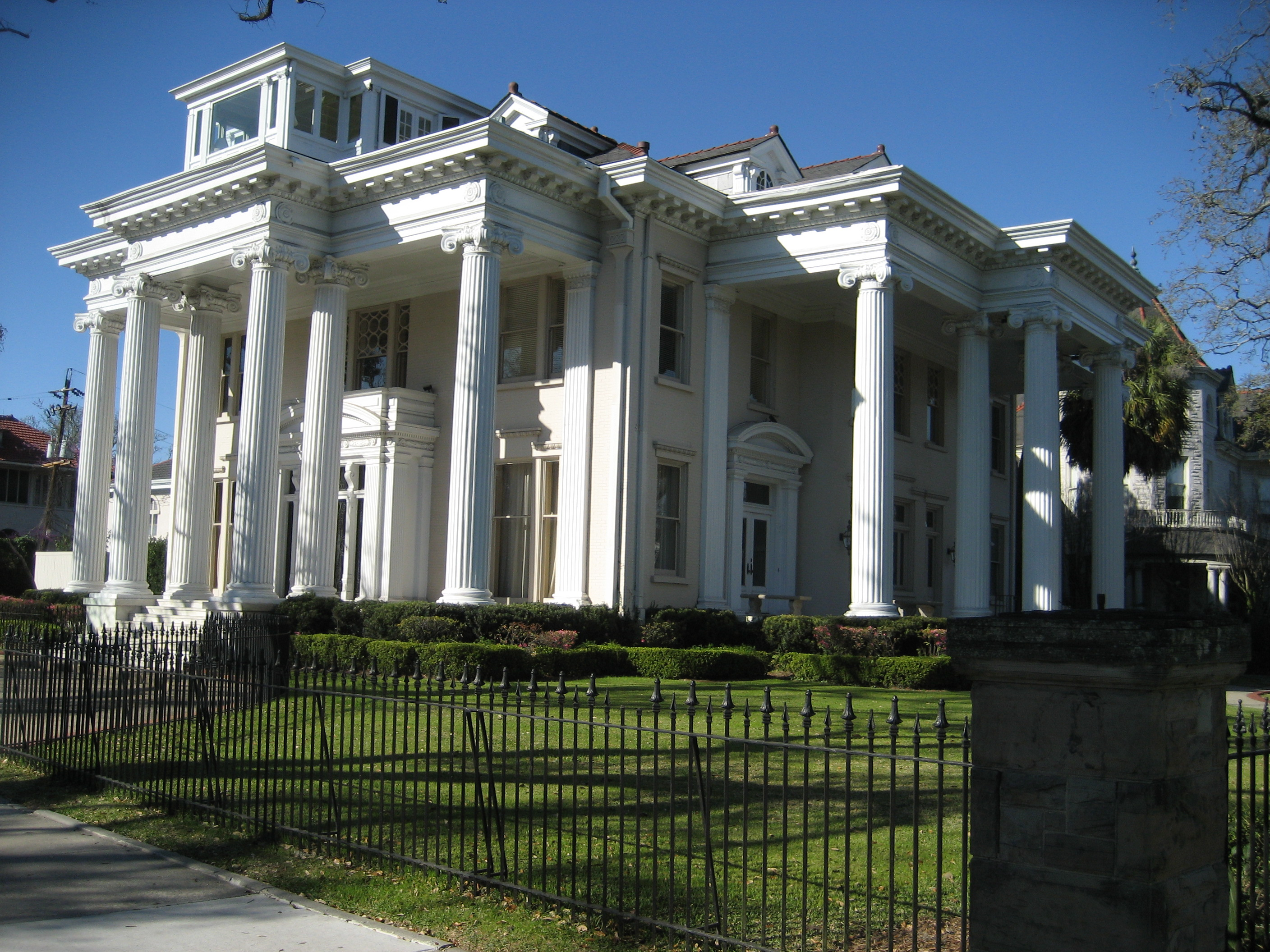
Бывшая вилла Земюррэя в Новом Орлеане

Сэм Земюррэй вышел на пенсию в 1951 году, но остался президентом исполнительного комитета компании и продолжил заниматься филантропической деятельностью. Им была создана высшая сельскохозяйственная школа в Гондурасе (Escuela Agrícola Panamericana, 1941), организация по охране развалин древней цивилизации Майя в Центральной Америке, ботанический сад Lancitilla в Гондурасе. Земюррэй основал центр по изучению искусства майя и институт изучения Центральной Америки в Университете Тулейн, детскую поликлинику в Новом Орлеане (New Orleans Child Guidance Clinic), финансировал либеральный журнал The Nation, основал женскую кафедру в честь своих детей при факультете английского языка Колледжа Радклифф Гарвардского университета (1947), где училась его дочь. На приобретённой им бывшей рисовой плантации в районе Танджипахоа были образованы Сады Земюррэя (Zemurray Gardens) — одна из достопримечательностей Луизианы, а также аэропорт (Zemurray Airport).
Начиная с конца 1910-х годов Земюррэй был постоянным бенефактором Университета Тулейн, проявляя особенный интерес к организации археологических экспедиций в странах Латинской Америки. Земюррэй передал собственную новоорлеанскую виллу под офис президента Университета Тулейн, а также построил ряд корпусов этого университета, в том числе студенческие общежития (Doris Hall в честь дочери, Zemurray Hall в честь сына, и другие).
В 1947 году финансировал покупку корабля President Warfield для тайной переправки выживших в Холокосте европейских евреев в подмандатную Палестину. Летом 1947 года, когда корабль покинул Марсель и вышел из французских территориальных вод, команда переименовала его в «Исход».

## Семья
Дочь — Дорис Земюррэй Стоун (1909—1994), видный американский археолог и этнограф, директор национального музея Коста-Рики, автор многих трудов по доколумбовым цивилизациям Центральной и Месоамерики, вместе с мужем Роджером Тэйер Стоуном основала Центр Стоун (Stone Center) по изучению Латинской Америки при Университете Тулэйн в Новом Орлеане.